# Католицька середня школа Нолана
Католицька середня школа Нолана — приватна, спільна, підготовча до коледжу школа, раніше заснована в маріаністській традиції, розташована в римо-католицькій єпархії Форт-Ворт, штат Техас. Школа заснована в 1961 році сестрами Св. Марії з Намюра. Передбачає навчання людей старшого віку, середня кількість учнів — 800 осіб. Заклад виховує та навчає молодь у римо-католицькій вірі через свою релігійну місію.

## Профіль школи
Католицька середня школа Нолана — приватна підготовча школа до католицького коледжу у Форт-Ворті, округ Таррант, штат Техас. Це одна з трьох підготовчих шкіл до католицьких коледжів в окрузі Таррант. Nolan Catholic спеціалізується на наданні релігійної освіти, яка готує молодь до успіху в коледжі чи університеті. Девіз школи — Esto Dux, що в перекладі з латинської означає «бути лідером».
З моменту заснування в 1961 році, школа знаходилась у служінні римо-католицької єпархії Форт-Ворт. До 2014 року школа перебувала під управлінням Товариства Марії (Маріаністів).
Після того, як Майкл Форс Олсон став єпископом єпархії Форт-Ворт, священники Товариства Марії мали залишити Nolan Catholic; таким чином у релігійному ордені ставало все менше прихожан . У 2014 році маріаністи залишили католицьку середню школу Нолана. </link> Відтоді школа перебуває під керівництвом католицької єпархії Форт-Ворт, підпорядкована Управлінню суперінтенданта шкіл. Nolan Catholic акредитовано Південною асоціацією коледжів і шкіл та Департаментом освіти католицької конференції Техасу (схвалено Освітнім агентством Техасу).
Серед викладачів 50 % мають наукові ступені. Колишнього директора Ентоні Пістоне (1980—1987) та священника Вільяма Пейса, CMF, було звинувачено в неналежній поведінці: сексуальному насильстві.
Традиційна підготовча навчальна програма Nolan Catholic налічує 3240 годин навчання для отримання диплома. Поглиблені курси пропонуються з багатьох дисциплін, є можливість отримати диплом з відзнакою.

## Диплом з відзнакою
Кваліфіковані студенти можуть отримати диплом з відзнакою з відповідним повідомленням у їхніх стенограмах. Вимоги для отримання диплома з відзнакою включають мінімальний сукупний середній бал 93 на кінець навчання. Обов'язково студент повинен скласти біологію, фізику, хімію, іноземну мову, а також отримати заліки з інших предметів.

## Легка атлетика
Католицька середня школа Нолана бере участь у Техаській асоціації приватних і парафіяльних шкіл на рівні класу 6A. Пропонуються наступні види спорту:
- Бейсбол
- Баскетбол
- Крос кантрі
- Футбол
- Гольф
- Соккер
- Софтбол
- Плавання
- Теніс
- Трек
- Волейбол

Спортивні команди Католицької середньої школи Нолана виграли чемпіонати штатів у таких видах спорту:
- Американський футбол: 2004, 2005, 2008, 2009, 2011, 2012, 2013
- Крос серед хлопців: 1988, 1999, 2002, 2003
- Стрибки з жердиною серед хлопців: 2015, 2016
- Футбол серед хлопців: 2001, 2003, 2006, 2011, 2012, 2013
- Крос серед дівчат: 2007
- Гольф серед дівчат: 2007
- Теніс серед дівчат: 2008
- Алтимат фрізбі: 2012,[4] 2013,[4] 2014, 2015

## Видатні випускники
- Горацій Айворі, випускник Ноланського класу 1972 року, гравець команд New England Patriotіs (1977—1981) та Seattle Seahawks (1981—1982)
- Стефані Клік, член Палати представників Техасу від округу 91 у Форт-Ворті
- Стівен Маккарті, випускник Ноланського класу 2006 року, учасник Нью-Інгленд Революшн[5]
- Кейт Спаркс, випускник Ноланського класу 1991 року, член футбольної команди Oklahoma Sooners football
- Керол Берг, авторка науково-фантастичних та фентезійних романів, лауреат багатьох премій
- Кеті Мейлі, випускниця Ноланського класу 2009 року, бронзова та золота олімпійська медалістка з плавання 2016 року
- Ніна Фам, випускниця Ноланського класу 2006 року, перша медсестра, яка захворіла на лихоманку Ебола
- Челсі Сюрпрайз, випускниця Ноланського класу 2015 року, член жіночої національної збірної Гаїті (2020 — по теперішній час)